# Copa del Món de ciclisme en pista de 2006-2007
La Copa del Món de ciclisme en pista de 2006-2007 va ser la 15a edició de la Copa del Món de ciclisme en pista. Es va celebrar del 17 de novembre de 2006 al 25 de febrer de 2007 amb la disputa de quatre proves.

## Proves
| Data                | Lloc        |
| ------------------- | ----------- |
| 17-19 novembre 2006 | Sydney      |
| 15-17 desembre 2006 | Moscou      |
| 19-21 gener 2007    | Los Angeles |
| 23-25 febrer 2007   | Manchester  |

## Resultats

### Masculins
| Event                 | Guanyador                                                                      | Segon                                                                             | Tercer                                                                               |
| Sydney                | Sydney                                                                         | Sydney                                                                            | Sydney                                                                               |
| --------------------- | ------------------------------------------------------------------------------ | --------------------------------------------------------------------------------- | ------------------------------------------------------------------------------------ |
| Keirin                | Theo Bos (NED)                                                                 | Ryan Bayley (AUS)                                                                 | René Wolff (GER)                                                                     |
| Quilòmetre            | Chris Hoy (GBR)                                                                | Jason Queally (GBR)                                                               | Tim Veldt (NED)                                                                      |
| Velocitat             | Craig McLean (GBR)                                                             | Ross Edgar (GBR)                                                                  | Teun Mulder (NED)                                                                    |
| Velocitat per equips  | Regne Unit · Ross Edgar · Chris Hoy · Craig McLean                             | Països Baixos · Theo Bos · Teun Mulder · Tim Veldt                                | Science in Sport · Matthew Crampton · Jason Queally · Jamie Staff                    |
| Persecució            | Alexander Serov (RUS)                                                          | Robert Bengsch (GER)                                                              | Phillip Thuaux (AUS)                                                                 |
| Persecució per equips | Rússia · Mikhaïl Ignàtiev · Ivan Rovni · Alexander Serov · Nikolai Trússov     | Dinamarca · Michael Mørkøv · Casper Jørgensen · Jens-Erik Madsen · Alex Rasmussen | Ucraïna · Roman Kononenko · Lyubomyr Polatayko · Maxim Polischuk · Vitali Sxèdov     |
| Puntuació             | Mikhaïl Ignàtiev (RUS)                                                         | Gregory Henderson (NZL)                                                           | Vassil Kirienka (BLR)                                                                |
| Scratch               | Vassil Kirienka (BLR)                                                          | Giuseppe Atzeni (SUI)                                                             | Wim Stroetinga (NED)                                                                 |
| Madison               | Rússia · Mikhaïl Ignàtiev · Nikolai Trússov                                    | Dinamarca · Michael Mørkøv · Alex Rasmussen                                       | Argentina · Sebastián Donadío · Jorge Pi                                             |
| Moscou                |                                                                                |                                                                                   |                                                                                      |
| Keirin                | Andriy Vynokourov (UKR)                                                        | Teun Mulder (NED)                                                                 | Mickaël Bourgain (FRA)                                                               |
| Quilòmetre            | Michael Seidenbecher (GER)                                                     | Kévin Sireau (FRA)                                                                | Yevgen Bolirukh (UKR)                                                                |
| Velocitat             | Theo Bos (NED)                                                                 | Stefan Nimke (GER)                                                                | Craig McLean (GBR)                                                                   |
| Velocitat per equips  | Regne Unit · Matthew Crampton · Craig McLean · Jason Kenny                     | Països Baixos · Theo Bos · Teun Mulder · Tim Veldt                                | França · Grégory Baugé · Mickaël Bourgain · Kévin Sireau                             |
| Persecució            | Robert Bartko (GER)                                                            | Rob Hayles (GBR)                                                                  | Paul Manning (GBR)                                                                   |
| Persecució per equips | Recycling.co.uk · Edward Clancy · Chris Newton · Geraint Thomas · Paul Manning | Rússia · Ivan Kovaliov · Ivan Rovni · Alexander Serov · Nikolai Trússov           | Alemanya · Robert Bartko · Robert Bengsch · Guido Fulst · Leif Lampater              |
| Puntuació             | Mikhaïl Ignàtiev (RUS)                                                         | Vassil Kirienka (BLR)                                                             | Oleksandr Polivoda (UKR)                                                             |
| Scratch               | Ivan Kovaliov (RUS)                                                            | Mitchell Docker (AUS)                                                             | Martin Bláha (CZE)                                                                   |
| Madison               | Països Baixos · Jens Mouris · Danny Stam                                       | Omnibike Dynamo Moscow · Konstantin Ponomarev · Aleksei Schmidt                   | Dinamarca · Michael Mørkøv · Alex Rasmussen                                          |
| Los Angeles           |                                                                                |                                                                                   |                                                                                      |
| Keirin                | Chris Hoy (GBR)                                                                | Ross Edgar (GBR)                                                                  | Shane Perkins (AUS)                                                                  |
| Quilòmetre            | François Pervis (FRA)                                                          | Carsten Bergemann (GER)                                                           | Yusho Oikawa (JPN)                                                                   |
| Velocitat             | Grégory Baugé (FRA)                                                            | Roberto Chiappa (ITA)                                                             | Ross Edgar (GBR)                                                                     |
| Velocitat per equips  | Regne Unit · Matthew Crampton · Chris Hoy · Jamie Staff                        | França · Grégory Baugé · Kévin Sireau · François Pervis                           | Science in Sport · Ross Edgar · Jason Queally · Jason Kenny                          |
| Persecució            | Vitali Popkov (UKR)                                                            | Fabien Sanchez (FRA)                                                              | Valeri Valinin (RUS)                                                                 |
| Persecució per equips | Ucraïna · Lyubomyr Polatayko · Vitali Sxèdov · Vitali Popkov · Maxim Polischuk | Dinamarca · Casper Jørgensen · Alex Rasmussen · Michael Mørkøv · Jens-Erik Madsen | Rússia · Valeri Valinin · Vasily Khatuntsev · Konstantin Ponomarev · Aleksei Schmidt |
| Puntuació             | Cameron Meyer (AUS)                                                            | Chris Newton (GBR)                                                                | Sergey Kolesnikov (RUS)                                                              |
| Scratch               | Russell Hampton (GBR)                                                          | Wim Stroetinga (NED)                                                              | Walter Fernando Pérez (ARG)                                                          |
| Madison               | Dinamarca · Michael Mørkøv · Alex Rasmussen                                    | Bèlgica · Kenny De Ketele · Steve Schets                                          | Rússia · Konstantin Ponomarev · Aleksei Schmidt                                      |
| Manchester            |                                                                                |                                                                                   |                                                                                      |
| Keirin                | Shane Perkins (AUS)                                                            | Qi Tang (CHN)                                                                     | Hodei Mazkiaran (ESP)                                                                |
| Quilòmetre            | Chris Hoy (GBR)                                                                | François Pervis (FRA)                                                             | Tim Veldt (NED)                                                                      |
| Velocitat             | Arnaud Tournant (FRA)                                                          | Chris Hoy (GBR)                                                                   | Mickaël Bourgain (FRA)                                                               |
| Velocitat per equips  | Regne Unit · Ross Edgar · Chris Hoy · Craig McLean                             | Alemanya · Robert Förstemann · Matthias John · Michael Seidenbecher               | Southaustralia.com-AIS · Shane Perkins · Scott Sunderland · Ryan Bayley              |
| Persecució            | Bradley Wiggins (GBR)                                                          | Alexander Serov (RUS)                                                             | Bradley McGee (AUS)                                                                  |
| Persecució per equips | Regne Unit · Edward Clancy · Robert Hayles · Bradley Wiggins · Paul Manning    | Rússia · Alexei Bauer · Evgeny Kovalev · Ivan Kovaliov · Nikolai Trússov          | Team 100% Me · Jonathan Bellis · Steven Burke · Ben Swift · Andrew Tennant           |
| Puntuació             | Serguei Klímov (RUS)                                                           | Ioánnis Tamourídis (GRE)                                                          | Juan Esteban Curuchet (ARG)                                                          |
| Scratch               | Rafał Ratajczyk (POL)                                                          | Roger Kluge (GER)                                                                 | Charles Bradley Huff (EUA)                                                           |
| Madison               | Països Baixos · Jens Mouris · Peter Schep                                      | Regne Unit · Robert Hayles · Geraint Thomas                                       | Rússia · Mikhaïl Ignàtiev · Nikolai Trússov                                          |

### Femenins
| Event                 | Guanyadora                                     | Segona                                     | Tercera                                   |
| Sydney                | Sydney                                         | Sydney                                     | Sydney                                    |
| --------------------- | ---------------------------------------------- | ------------------------------------------ | ----------------------------------------- |
| Keirin                | Guo Shuang (CHN)                               | Jennie Reed (EUA)                          | Dana Glöss (GER)                          |
| 500 m. contrarellotge | Anna Meares (AUS)                              | Simona Krupeckaitė (LTU)                   | Yvonne Hijgenaar (NED)                    |
| Velocitat             | Natàl·lia Tsilínskaia (BLR)                    | Victoria Pendleton (GBR)                   | Clara Sanchez (FRA)                       |
| Velocitat per equips  | Austràlia · Anna Meares · Kerrie Meares        | Alemanya · Dana Glöss · Jane Gerisch       | França · Sandie Clair · Virginie Cueff    |
| Persecució            | Katie Mactier (AUS)                            | Wendy Houvenaghel (GBR)                    | Vilija Sereikaitė (LTU)                   |
| Puntuació             | Katherine Bates (AUS)                          | Giorgia Bronzini (ITA)                     | Li Yan (CHN)                              |
| Scratch               | Vera Koedooder (NED)                           | Charlotte Becker (GER)                     | Alena Prudnikova (RUS)                    |
| Moscou                |                                                |                                            |                                           |
| Keirin                | Victoria Pendleton (GBR)                       | Christin Muche (GER)                       | Dana Gloss (GER)                          |
| 500 m. contrarellotge | Lisandra Guerra (CUB)                          | Natàl·lia Tsilínskaia (BLR)                | Simona Krupeckaitė (LTU)                  |
| Velocitat             | Natàl·lia Tsilínskaia (BLR)                    | Lisandra Guerra (CUB)                      | Simona Krupeckaitė (LTU)                  |
| Velocitat per equips  | Països Baixos · Yvonne Hijgenaar · Willy Kanis | Alemanya · Dana Glöss · Jane Gerisch       | França · Sandie Clair · Virginie Cueff    |
| Persecució            | Wendy Houvenaghel (GBR)                        | Rebecca Romero (GBR)                       | Larissa Kleinmann (GER)                   |
| Puntuació             | Giorgia Bronzini (ITA)                         | Yoanka González (CUB)                      | Yulia Arustamova (RUS)                    |
| Scratch               | Annalisa Cucinotta (ITA)                       | Léssia Kalitovska (UKR)                    | Yoanka González (CUB)                     |
| Los Angeles           |                                                |                                            |                                           |
| Keirin                | Daniela Larreal (VEN)                          | Guo Shuang (CHN)                           | Jennie Reed (EUA)                         |
| 500 m. contrarellotge | Lisandra Guerra (CUB)                          | Willy Kanis (NED)                          | Guo Shuang (CHN)                          |
| Velocitat             | Anna Meares (AUS)                              | Clara Sanchez (FRA)                        | Jane Gerisch (GER)                        |
| Velocitat per equips  | Països Baixos · Yvonne Hijgenaar · Willy Kanis | Austràlia · Kaarle McCulloch · Anna Meares | Cuba · Yumari González · Lisandra Guerra  |
| Persecució            | Sarah Hammer (EUA)                             | Verena Jooß (GER)                          | María Luisa Calle (COL)                   |
| Puntuació             | Sarah Hammer (EUA)                             | Yoanka González (CUB)                      | Leire Olaberría (ESP)                     |
| Scratch               | Sarah Hammer (EUA)                             | Rebecca Quinn (EUA)                        | Adrie Visser (NED)                        |
| Manchester            |                                                |                                            |                                           |
| Keirin                | Victoria Pendleton (GBR)                       | Oksana Gríxina (RUS)                       | Guo Shuang (CHN)                          |
| 500 m. contrarellotge | Victoria Pendleton (GBR)                       | Yvonne Hijgenaar (NED)                     | Anna Blyth (GBR)                          |
| Velocitat             | Victoria Pendleton (GBR)                       | Guo Shuang (CHN)                           | Anna Meares (AUS)                         |
| Velocitat per equips  | Països Baixos · Yvonne Hijgenaar · Willy Kanis | Regne Unit · Anna Blyth · Shanaze Reade    | Austràlia · Kristine Bayley · Anna Meares |
| Persecució            | Wendy Houvenaghel (GBR)                        | Rebecca Romero (GBR)                       | Alison Shanks (NZL)                       |
| Puntuació             | Yoanka González (CUB)                          | Belinda Goss (AUS)                         | Mie Bekker Lacota (DEN)                   |
| Scratch               | Jianling Wang (CHN)                            | Belinda Goss (AUS)                         | Yumari González (CUB)                     |

## Classificacions

### Països
| Rang | País/Equip         | Sydney | Moscou | Los Angeles | Manchester | Total |
| ---- | ------------------ | ------ | ------ | ----------- | ---------- | ----- |
| 1    | Països Baixos      | 99     | 79     | 67          | 97         | 338   |
| 2    | Alemanya           | 75     | 132    | 59          | 46         | 312   |
| 3    | Regne Unit         | 50     | 84     | 52          | 117        | 303   |
| 4    | Rússia             | 90     | 70     | 51          | 66         | 277   |
| 5    | Austràlia          | 103    | 29     | 53          | 79         | 264   |
| 6    | França             | 54     | 53     | 91          | 66         | 264   |
| 7    | Scienceinsport.com | 38     | 12     | 33          | 60         | 148   |
| 8    | R.P. de la Xina    | 37     | 22     | 27          | 52         | 138   |
| 9    | Itàlia             | 42     | 43     | 42          | 2          | 129   |
| 10   | Ucraïna            | 29     | 45     | 43          | 11         | 128   |

### Masculins
| Pos. | Ciclista          | Syd | Mos | LAn | Man | Pts |
| 1.   | Shane Perkins     | -   | -   | 8   | 12  | 20  |
| 2.   | Andriy Vynokourov | -   | 12  | -   | 1   | 13  |
| 3.   | Theo Bos          | 12  | -   | -   | -   | 12  |
|      | Chris Hoy         | -   | -   | 12  | -   | 12  |
|      | Teun Mulder       | -   | 10  | -   | 2   | 12  |

| Pos. | Ciclista          | Syd | Mos | LAn | Man | Pts |
| 1.   | Chris Hoy         | 12  | -   | -   | 12  | 24  |
| 2.   | François Pervis   | -   | -   | 12  | 10  | 22  |
| 3.   | Tim Veldt         | 8   | -   | -   | 8   | 16  |
|      | Yevgen Bolirukh   | 2   | 8   | -   | 6   | 16  |
| 5.   | Carsten Bergemann | 4   | -   | 10  | -   | 14  |

| Pos. | Ciclista        | Syd | Mos | LAn | Man | Pts |
| 1.   | Craig McLean    | 12  | 8   | -   | -   | 20  |
| 2.   | Ross Edgar      | 10  | -   | 8   | -   | 18  |
| 3.   | Mark French     | 7   | 6   | -   | 3   | 16  |
|      | Chris Hoy       | -   | -   | 6   | 10  | 16  |
| 5.   | Arnaud Tournant | 2   | -   |     | 12  | 14  |

| Pos. | Ciclista        | Syd | Mos | LAn | Man | Pts |
| 1.   | Alexander Serov | 12  | 7   | -   | 10  | 29  |
| 2.   | Jens Mouris     | 7   | 6   | -   | 7   | 20  |
| 3.   | Fabien Sanchez  | 2   | -   | 10  | 2   | 14  |
| 4.   | Sergi Escobar   | -   | -   | 7   | 6   | 13  |
| 5.   | Robert Bartko   | -   | 12  | -   | -   | 12  |

| Pos. | Equip         | Syd | Mos | LAn | Man | Pts |
| 1.   | Regne Unit    | 12  | 12  | 12  | 12  | 48  |
| 2.   | Alemanya      | 6   | 7   | 7   | 10  | 30  |
| 3.   | França        | 5   | 8   | 10  | -   | 23  |
| 4.   | Països Baixos | 10  | 10  | -   | -   | 20  |
| 5.   | Japó          | 1   | 6   | 4   | 6   | 17  |

| Pos. | Equip        | Syd | Mos | LAn | Man | Pts |
| 1.   | Rússia       | 12  | 8   | 8   | 10  | 38  |
| 2.   | Ucraïna      | 8   | 7   | 12  | -   | 27  |
| 3.   | Regne Unit   | -   | 6   | 7   | 12  | 25  |
| 4.   | Dinamarca    | 10  | 2   | 10  | 1   | 23  |
| 5.   | Nova Zelanda | 5   | 3   | 6   | 6   | 20  |

| Pos. | Ciclista        | Syd | Mos | LAn | Man | Pts |
| 1.   | Vassil Kirienka | 12  | 6   | -   | -   | 18  |
|      | Wim Stroetinga  | 8   | -   | 10  | -   | 18  |
|      | Rafał Ratajczyk | -   | -   | 6   | 12  | 18  |
| 4.   | Russell Hampton | -   | -   | 12  | 1   | 13  |
| 5.   | Ivan Kovaliov   | -   | 12  | -   | -   | 12  |

| Pos. | Ciclista      | Syd | Mos | LAn | Man | Pts |
| 1.   | Països Baixos | 7   | 12  | 4   | 12  | 35  |
| 2.   | Dinamarca     | 10  | 8   | 12  | 4   | 34  |
| 3.   | Rússia        | 12  | 3   | 8   | 8   | 31  |
| 4.   | Argentina     | 8   | -   | 7   | 5   | 20  |
| 5.   | Regne Unit    | -   | 7   | -   | 10  | 17  |

#### Puntuació
| Pos. | Ciclista           | Syd | Mos | LAn | Man | Pts |
| 1.   | Mikhaïl Ignàtiev   | 12  | 12  | -   | -   | 24  |
| 2.   | Vassil Kirienka    | 8   | 10  | -   | -   | 18  |
| 3.   | Ioánnis Tamourídis | 5   | -   | -   | 10  | 15  |
| 4.   | Cameron Meyer      | -   | -   | 12  | -   | 12  |
|      | Serguei Klímov     | -   | -   | -   | 12  | 12  |

### Femenins
| Pos. | Ciclista           | Syd | Mos | LAn | Man | Pts |
| 1.   | Guo Shuang         | 12  | -   | 10  | 8   | 30  |
| 2.   | Victoria Pendleton | -   | 12  | -   | 12  | 24  |
| 3.   | Oksana Gríxina     | 7   | 4   | -   | 10  | 21  |
| 4.   | Jennie Reed        | 10  | -   | 8   | -   | 18  |
| 5.   | Dana Glöss         | 8   | 8   | -   | -   | 16  |

| Pos. | Ciclista              | Syd | Mos | LAn | Man | Pts |
| 1.   | Lisandra Guerra       | -   | 12  | 12  | -   | 24  |
| -.   | Yvonne Hijgenaar      | 8   | 6   | -   | 10  | 24  |
| 3.   | Simona Krupeckaitė    | 10  | 8   | -   | -   | 18  |
| 4.   | Natàl·lia Tsilínskaia | 7   | 10  | -   | -   | 17  |
| 5.   | Guo Shuang            | 6   | -   | 8   | -   | 14  |

| Pos. | Ciclista              | Syd | Mos | LAn | Man | Pts |
| 1.   | Victoria Pendleton    | 10  | 4   | -   | 12  | 26  |
| -.   | Anna Meares           | 6   | -   | 12  | 8   | 26  |
| 3.   | Natàl·lia Tsilínskaia | 12  | 12  | -   | -   | 24  |
| 4.   | Clara Sanchez         | 8   | -   | 10  | -   | 18  |
| 5.   | Guo Shuang            | 5   | -   | -   | 10  | 15  |

| Pos. | Ciclista          | Syd | Mos | LAn | Man | Pts |
| 1.   | Wendy Houvenaghel | 10  | 12  | -   | 12  | 34  |
| 2.   | Rebecca Romero    | -   | 10  | -   | 10  | 20  |
| 3.   | Alison Shanks     | 7   | 8   | -   | 8   | 15  |
| -.   | Liza Bochkariova  | 5   | 5   | 5   | -   | 15  |
| 5.   | Cathy Moncassin   | -   | 7   | 6   | -   | 13  |

| Pos. | Equip         | Syd | Mos | LAn | Man | Pts |
| 1.   | Països Baixos | -   | 12  | 12  | 12  | 36  |
| 2.   | Austràlia     | 12  | -   | 10  | 8   | 30  |
| 3.   | Rússia        | 6   | 7   | 6   | 5   | 24  |
| 4.   | França        | 8   | 8   | -   | 7   | 23  |
| 5.   | Alemanya      | 10  | 10  | 2   | -   | 22  |

| Pos. | Ciclista         | Mos | LAn | Man | Cop | Pts |
| 1.   | Yoanka González  | -   | 10  | 10  | 12  | 32  |
| 2.   | Giorgia Bronzini | 10  | 12  | 2   | -   | 24  |
| 3.   | Yulia Arustamova | 7   | 8   | -   | -   | 15  |
| 4.   | Li Yan           | 8   | 6   | -   | -   | 14  |
| 5.   | Charlotte Baker  | 6   | -   | 7   | -   | 13  |

| \| Pos. \| Ciclista \| Syd \| Mos \| LAn \| Man \| Pts \| \| 1. \| Yumari González \| - \| 7 \| 4 \| 8 \| 19 \| \| 2. \| Annalisa Cucinotta \| - \| 12 \| 6 \| - \| 18 \| \| 3. \| Yulia Arustamova \| 7 \| - \| 7 \| - \| 14 \| \| 4. \| Jianling Wang \| - \| - \| - \| 12 \| 12 \| \| -. \| Sarah Hammer \| - \| - \| 12 \| - \| 12 \| \| -. \| Vera Koedooder \| 12 \| - \| - \| - \| 12 \| |                    |     |     |     |     |     |
| Pos. | Ciclista           | Syd | Mos | LAn | Man | Pts |
| 1. | Yumari González    | -   | 7   | 4   | 8   | 19  |
| 2. | Annalisa Cucinotta | -   | 12  | 6   | -   | 18  |
| 3. | Yulia Arustamova   | 7   | -   | 7   | -   | 14  |
| 4. | Jianling Wang      | -   | -   | -   | 12  | 12  |
| -. | Sarah Hammer       | -   | -   | 12  | -   | 12  |
| -. | Vera Koedooder     | 12  | -   | -   | -   | 12  |